# Giro d’Italia 1976
Der 59. Giro d’Italia fand vom 21. Mai bis zum 12. Juni 1976 statt und führte über eine Gesamtdistanz von 4161 Kilometern.
Gesamtsieger wurde Felice Gimondi (Bianchi-Campagnolo), der sich im Einzelzeitfahren gegen den bis dahin führenden Johan De Muynck (Brooklyn) durchsetzen konnte. Die Punktewertung gewann Francesco Moser (Sanson). Die Bergwertung gewann Andrés Oliva (Kas). Die Mannschaftswertung gewann wie im Vorjahr das Team Brooklyn. Die Rundfahrt begann mit einem tragischen Todesfall. Juan Manuel Santisteban stürzte auf der ersten Halbetappe des ersten Tagesabschnittes in Catania schwer und erlag seinen Verletzungen.

## Etappen
| Etappe | Datum         | Strecke                            | Distanz | Art     | Art              | Sieger              |         |
| ------ | ------------- | ---------------------------------- | ------- | ------- | ---------------- | ------------------- | ------- |
| 1a     | 21. Mai       | Catania nach Catania               | 64 km   |         | Flachetappe      | Patrick Sercu       |         |
| 1b     | 21. Mai       | Catania nach Syrakus               | 78 km   |         | Flachetappe      | Patrick Sercu       |         |
| 2      | 22. Mai       | Syrakus nach Caltanissetta         | 210 km  |         | Flachetappe      | Roger De Vlaeminck  |         |
| 3      | 23. Mai       | Caltanissetta nach Palermo         | 163 km  |         | Bergetappe       | Rik Van Linden      |         |
| 4      | 24. Mai       | Cefalù nach Messina                | 192 km  |         | Bergetappe       | Francesco Moser     |         |
| 5      | 25. Mai       | Reggio Calabria nach Cosenza       | 220 km  |         | Bergetappe       | Roger De Vlaeminck  |         |
| 6      | 26. Mai       | Cosenza nach Matera                | 207 km  |         | Flachetappe      | Johan De Muynck     |         |
| 7      | 27. Mai       | Ostuni nach Ostuni                 | 37 km   |         | Einzelzeitfahren | Francesco Moser     |         |
| 8      | 28. Mai       | Selva di Fasano nach Lago Laceno   | 256 km  |         | Flachetappe      | Roger De Vlaeminck  |         |
| 9      | 29. Mai       | Bagnoli Irpino nach Roccaraso      | 204 km  |         | Bergetappe       | Fabrizio Fabbri     |         |
| 10     | 30. Mai       | Roccaraso nach Terni               | 203 km  |         | Flachetappe      | Patrick Sercu       |         |
| 11     | 31. Mai       | Terni nach Gabicce Mare            | 222 km  |         | Flachetappe      | Antonio Menéndez    |         |
| 12     | 1. Juni       | Gabicce Mare nach Porretta Terme   | 215 km  |         | Bergetappe       | Sigfrido Fontanelli |         |
| 13     | 2. Juni       | Porretta Terme nach Il Ciocco      | 146 km  |         | Bergetappe       | Ronald De Witte     |         |
| 14     | 3. Juni       | Il Ciocco nach Varazze             | 227 km  |         | Bergetappe       | Francesco Moser     |         |
|        | 4. Juni       | Ruhetag                            | Ruhetag | Ruhetag | Ruhetag          | Ruhetag             | Ruhetag |
| 15     | 5. Juni       | Varazze nach Ozegna                | 216 km  |         | Bergetappe       | Rik Van Linden      |         |
| 16     | 6. Juni       | Castellamonte nach Arosio          | 258 km  |         | Bergetappe       | Roger De Vlaeminck  |         |
| 17     | 7. Juni       | Arosio nach Verona                 | 196 km  |         | Flachetappe      | Ercole Gualazzini   |         |
| 18     | 8. Juni       | Verona nach Longarone              | 174 km  |         | Flachetappe      | Simone Fraccaro     |         |
| 19     | 9. Juni       | Longarone nach Vajolet-Türme       | 132 km  |         | Bergetappe       | Andrés Gandarias    |         |
| 20     | 10. Juni      | Vigo di Fassa nach Terme di Comano | 170 km  |         | Bergetappe       | Luciano Conati      |         |
| 21     | 11. Juni      | Terme di Comano nach Bergamo       | 238 km  |         | Bergetappe       | Felice Gimondi      |         |
| 22a    | 12. Juni      | Arcore nach Arcore                 | 28 km   |         | Einzelzeitfahren | Joseph Bruyère      |         |
| 22b    | 12. Juni      | Mailand nach Mailand               | 106 km  |         | Flachetappe      | Daniele Tinchella   |         |
|        | Gesamtdistanz | Gesamtdistanz                      | 4161 km | 4161 km | 4161 km          | 4161 km             | 4161 km |

## Endstand

### Gesamtklassement
| Rang | Name                     | Nationalität   | Team                 | Zeit      |
| ---- | ------------------------ | -------------- | -------------------- | --------- |
| 1.   | Felice Gimondi           | Italien        | Bianchi-Campagnolo   | 119h58:15 |
| 2.   | Johan De Muynck          | Belgien        | Brooklyn             | +0:19     |
| 3.   | Fausto Bertoglio         | Italien        | Jollj Ceramica–Decor | +0:49     |
| 4.   | Francesco Moser          | Italien        | Sanson               | +1:07     |
| 5.   | Gianbattista Baronchelli | Italien        | SCIC-Bottecchia      | +1:35     |
| 6.   | Wladimiro Panizza        | Italien        | SCIC-Bottecchia      | +2:35     |
| 7.   | Alfio Vandi              | Italien        | Magniflex-Torpado    | +4:07     |
| 8.   | Eddy Merckx              | Belgien        | Molteni-Campagnolo   | +7:40     |
| 9.   | Walter Riccomi           | Italien        | SCIC-Bottecchia      | +8:49     |
| 10.  | Juan Pujol Pagès         | Spanien        | Kas                  | +8:50     |
| 11.  | Giancarlo Bellini        | Italien        | Brooklyn             | +13:52    |
| 12.  | Roberto Poggiali         | Italien        | Sanson               | +15:19    |
| 13.  | Fabrizio Fabbri          | Italien        | Bianchi-Campagnolo   | +17:28    |
| 14.  | Julian Andiano           | Spanien        | Teka                 | +18:01    |
| 15.  | Antoine Houbrechts       | Belgien        | Bianchi–Campagnolo   | +20:18    |
| 16.  | Italo Zilioli            | Italien        | Furzi-Vibor          | +21:33    |
| 17.  | Fernando Mendes          | Portugal       | Teka                 | +23:29    |
| 18.  | Francisco Galdós         | Spanien        | Kas                  | +26:16    |
| 19.  | Arnaldo Caverzasi        | Italien        | SCIC-Bottecchia      | +29:50    |
| 20.  | Giuseppe Perletto        | Italien        | Magniflex-Torpado    | +32:56    |
| …    |                          |                |                      |           |
| 58.  | Willy Singer             | BR Deutschland | Bianchi–Campagnolo   | +1h55:17  |

120 Teilnehmer, davon 86 klassiert

### Punktewertung
| Rang | Name            | Nationalität | Team               | Punkte |
| ---- | --------------- | ------------ | ------------------ | ------ |
| 1.   | Francesco Moser | Italien      | Sanson             | 272    |
| 2.   | Eddy Merckx     | Belgien      | Molteni            | 149    |
| 3.   | Felice Gimondi  | Italien      | Bianchi–Campagnolo | 143    |

### Bergwertung
| Rang | Name             | Nationalität | Team   | Punkte |
| ---- | ---------------- | ------------ | ------ | ------ |
| 1.   | Andrés Oliva     | Spanien      | Kas    | 535    |
| 2.   | Andrés Gandarias | Spanien      | Kas    | 390    |
| 3.   | Francesco Moser  | Italien      | Sanson | 270    |

### Nachwuchswertung
| Rang | Name             | Nationalität | Team              | Punkte       |
| ---- | ---------------- | ------------ | ----------------- | ------------ |
| 1.   | Alfio Vandi      | Italien      | Magniflex-Torpado | 120 h 02'22" |
| 2.   | Juan Pujol Pagès | Spanien      | Kas               | + 4'43"      |
| 3.   | Ruggero Gialdini | Italien      | Magniflex-Torpado | a 32'32"     |